# (120347) Салация
Салация  (120347 Salacia по каталогу Центра малых планет) — транснептуновый объект, расположенный в поясе Койпера. Классифицируется и как кьюбивано (MPC), и как отделённый объект (DES). Он был обнаружен 22 сентября 2004 года группой учёных из Паломарской обсерватории. Обладает одним из самых низких значений альбедо среди крупных ТНО. Майкл Браун считает его кандидатом на статус карликовой планеты. По оценке М. Брауна, при альбедо 4 % и абсолютной магнитуде 4,2 диаметр объекта составляет 921 км.
По состоянию на 2019 год общая масса системы Салация-Актея оценивается в 4,922 ± 0,071 × 1020 кг при средней плотности системы 1,51 г/см³. Диаметр самой Салации оценивается примерно в 846 км.
Объект назван в честь Салации — древнеримской богини солёной воды и супруги Нептуна. Название утверждено 18 февраля 2011 года. Временное обозначение объекта 2004 SB60.
В архивах изображений зафиксирован 71 раз с 1982 года.
Салация вращается вокруг Солнца по вытянутой орбите на среднем расстоянии чуть большем, чем большая полуось орбиты Плутона.

## Инфракрасный спектр
Несмотря на наклон орбиты 24 градуса, (120347) Салация не является членом группы Хаумеа, так как в инфракрасной области спектра указывается на 5 % присутствие водяного льда.

## Спутник
На снимках телескопа «Хаббл», сделанных 21 июля 2006 года у Салации был открыт естественный спутник, названный Актея. Он совершает оборот по своей орбите каждые 5 дней на расстоянии около 3500 км.